# Ліси нагір'їв Ньюфаундленду
Ліси нагір'їв Ньюфаундленду (ідентифікатор WWF: NA0611) — неарктичний екорегіон тайги, розташований на сході Канади.

## Географія
Екорегіон лісів нагір'їв Ньюфаундленду охоплює гори Лонг-Рейндж, які простягаються вздовж західного узбережжя острова Ньюфаундленд, і є найпівнічнішою частиною гірської системи Аппалачів. Висота цих гір становить переважно 300-700 м над рівнем моря, а найвищою вершиною регіону є гора Кабокс висотою 814 м. Основу стрімких, нерівних скель регіону складають докембрійські та палеозойські кристалічні породи.

## Клімат
В межах екорегіону переважає субарктичний клімат (Dfc за класифікацією кліматів Кеппена), який характеризується прохолодним літом та холодною, сніжною зимою. Середньорічна температура в екорегіоні становить 4 °C, середня літня температура коливається від 11,5 °C до 12 °C, а середня зимова температура — від -3,5 °C до -4 °C. Середньорічна кількість опадів коливається від 1000 до 1400 мм.

## Флора
Рослинний покрив екорегіону представлений лісотундрою. У невисоких, розріджених бореальних лісах переважають чорні ялини (Picea mariana) та бальзамисті ялиці (Abies balsamea). Ліси перемежовуються ділянками тундри, основу якої складають невисокі чагарники багатолистої кальмії (Kalmia polifolia) та різноманітні мохи. На відкритих ділянках ростуть мішані чагарникові зарості, які включають вічнозелені та листяні кущі.

## Фауна
Серед поширених в екорегіоні ссавців слід відзначити лісового карибу (Rangifer tarandus caribou), ньюфаундлендського барибала (Ursus americanus hamiltoni), ньюфаундлендську лисицю (Vulpes vulpes deletrix), песця (Vulpes lagopus), ньюфаундлендську рись (Lynx canadensis subsolanus), ньюфаундлендську куницю (Martes americana atrata), американського горностая (Mustela richardsonii) та лучну полівку (Microtus pennsylvanicus). На берегах річок та озер поширені ньюфаундлендські бобри (Castor canadensis caecator), канадські видри (Lontra canadensis degener) та болотяні ондатри (Ondatra zibethicus obscurus). В горах регіону зустрічаються найпівденніші популяції арктичних зайців (Lepus arcticus) у світі. Раніше на Ньюфаундленді мешкали ньюфаундлендські вовки (Canis lupus beothucus), однак наразі вони повністю вимерли.
Серед поширених в екорегіоні птахів слід відзначити білу куріпку (Lagopus lagopus), тундрову куріпку (Lagopus muta), канадську казарку (Branta canadensis), віргінського пугача (Bubo virginianus), білоголового орлана (Haliaeetus leucocephalus), ялинового дятла (Picoides dorsalis), канадську кукшу (Perisoreus canadensis), канадського волоочка (Troglodytes hiemalis), жовточеревого піві-малюка (Empidonax flaviventris), малого дрозда-короткодзьоба (Catharus minimus), канадську гаїчку (Poecile hudsonicus), білокрилого шишкаря (Loxia leucoptera), тайгового смеречника (Pinicola enucleator), світлобрового червоїда (Leiothlypis peregrina) та жовтогузого пісняра-лісовика (Setophaga coronata).

## Збереження
Близько 8,5 % площі екорегіону є заповідними територіями. Загалом близько 80-90 % території екорегіону є відносно незайманими. Природоохоронні території включають: Національний парк Ґрос-Морн, Провінційний парк Барашуа-Понд та Екологічний заповідник короля Георга IV.